# Église Saint-Pierre de Vaulandry
L'église Saint-Pierre est une église située à Clefs-Val d'Anjou, en France.

## Localisation
L'église est située dans le bourg de Vaulandry.

## Historique
L'église est construite dès le XIe siècle. En 1863, on reconstruit la nef et le portail, et on ajoute l'actuel autel et la chair. Le chœur reste d'origine du XIe siècle.
L'édifice est inscrit au titre des monuments historiques en 1926.

## Description

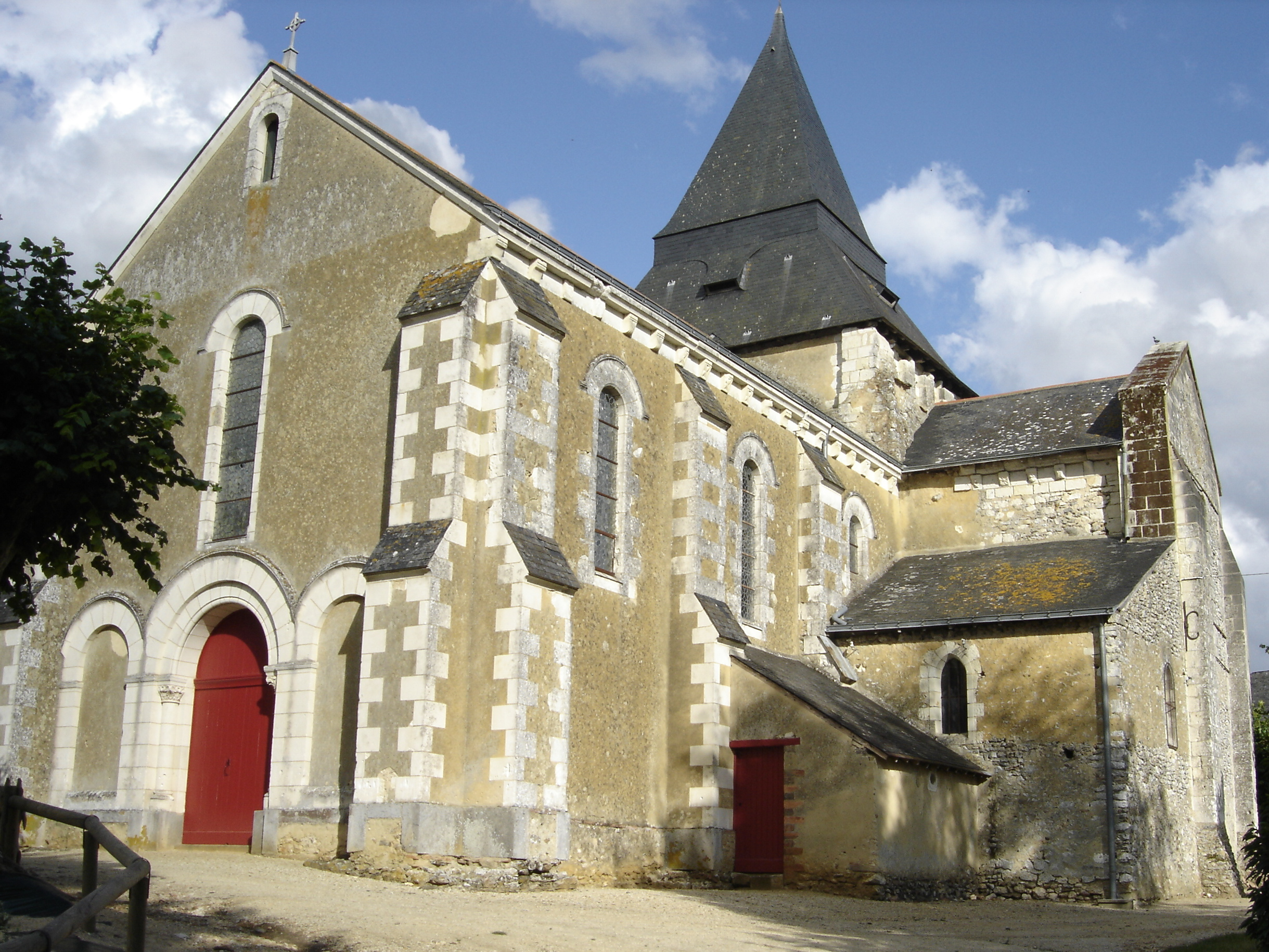
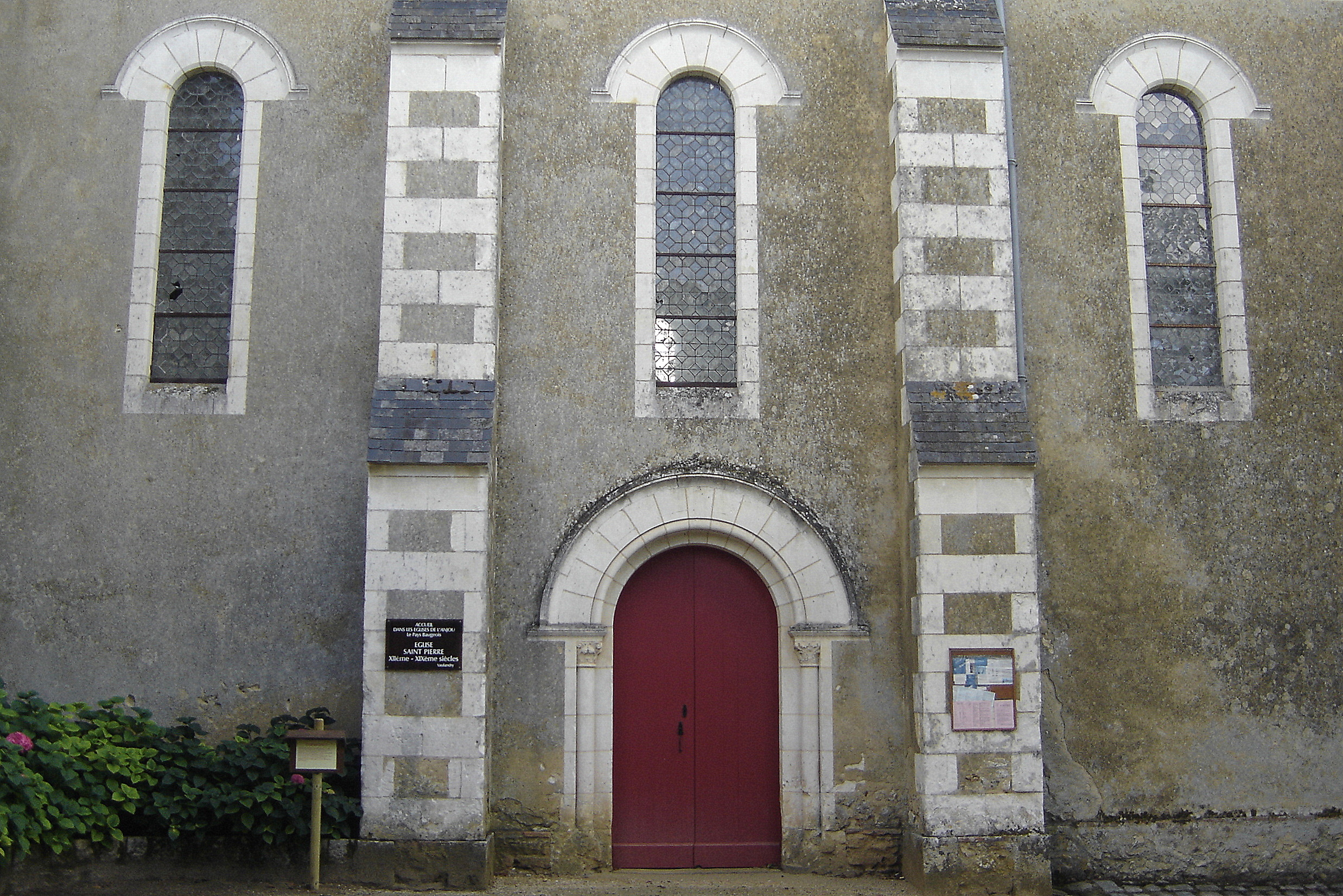
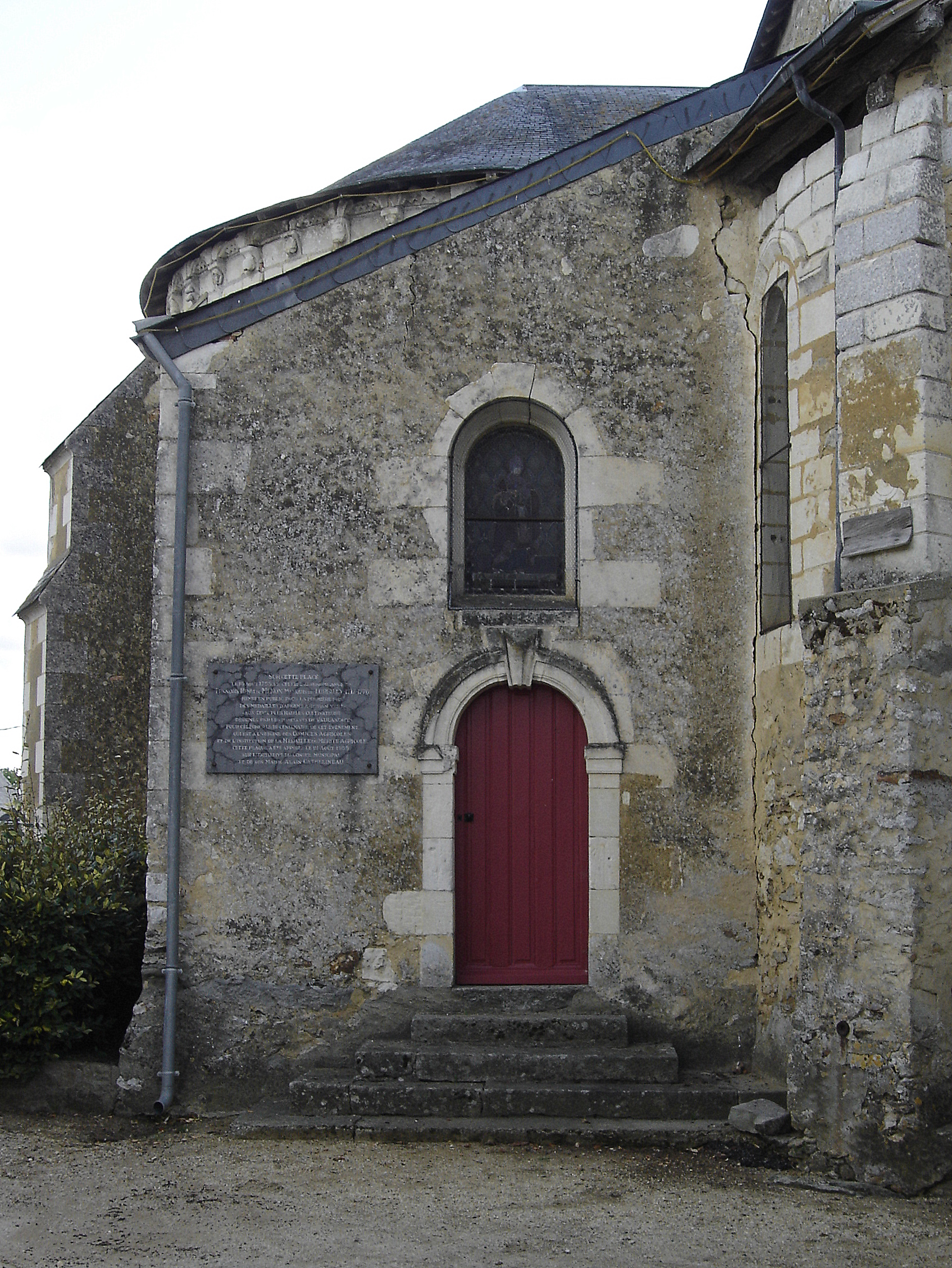
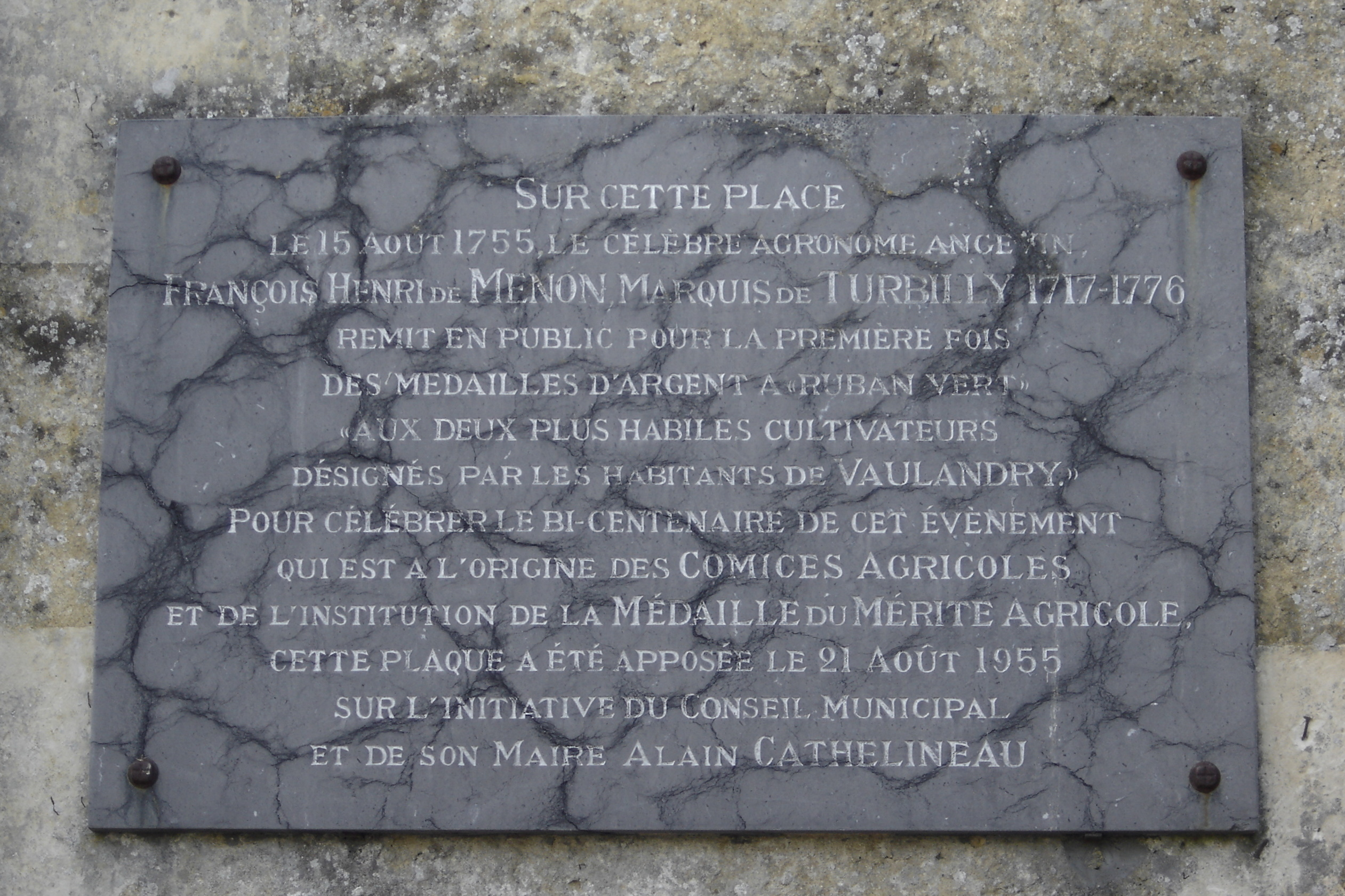
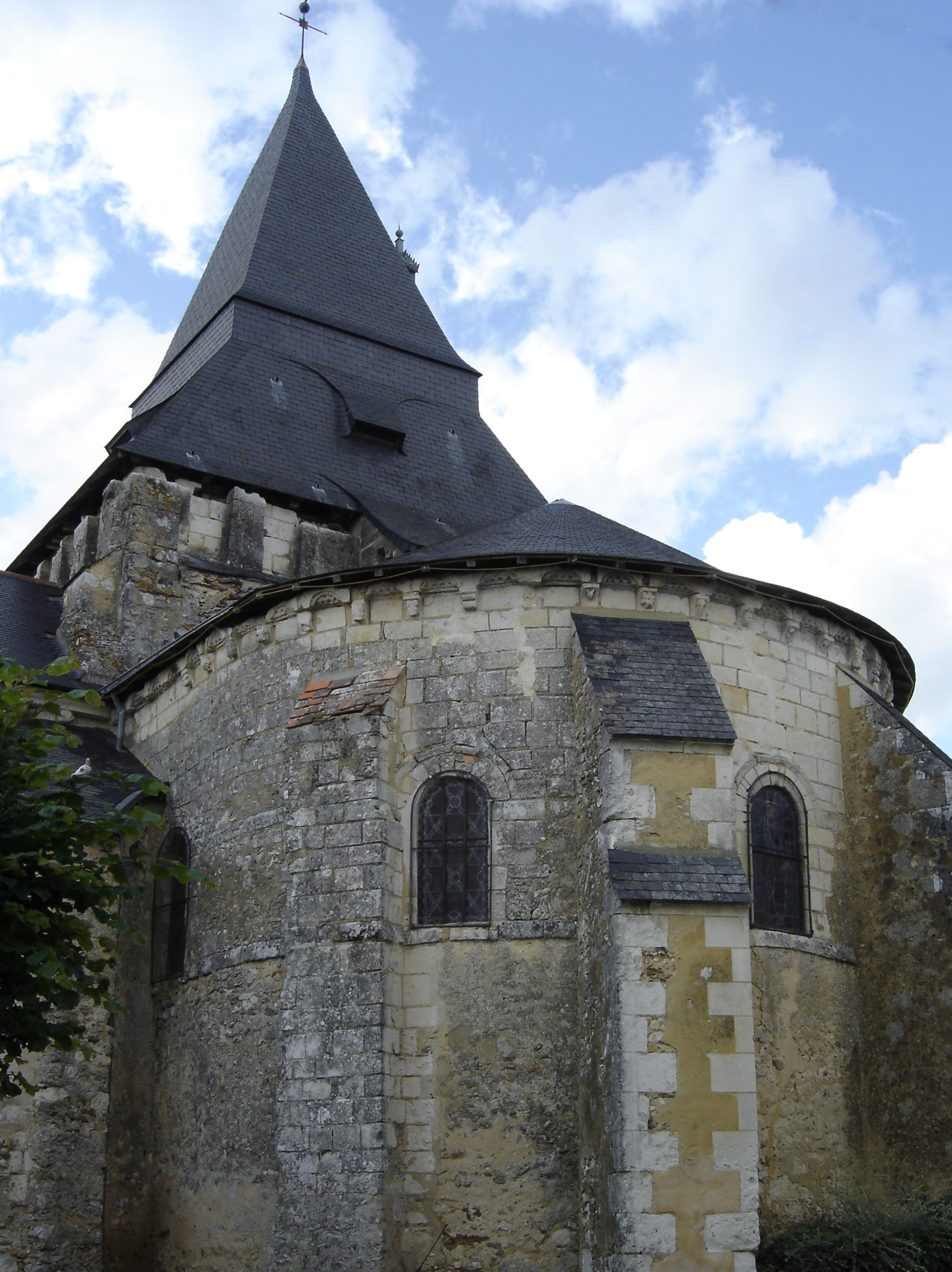
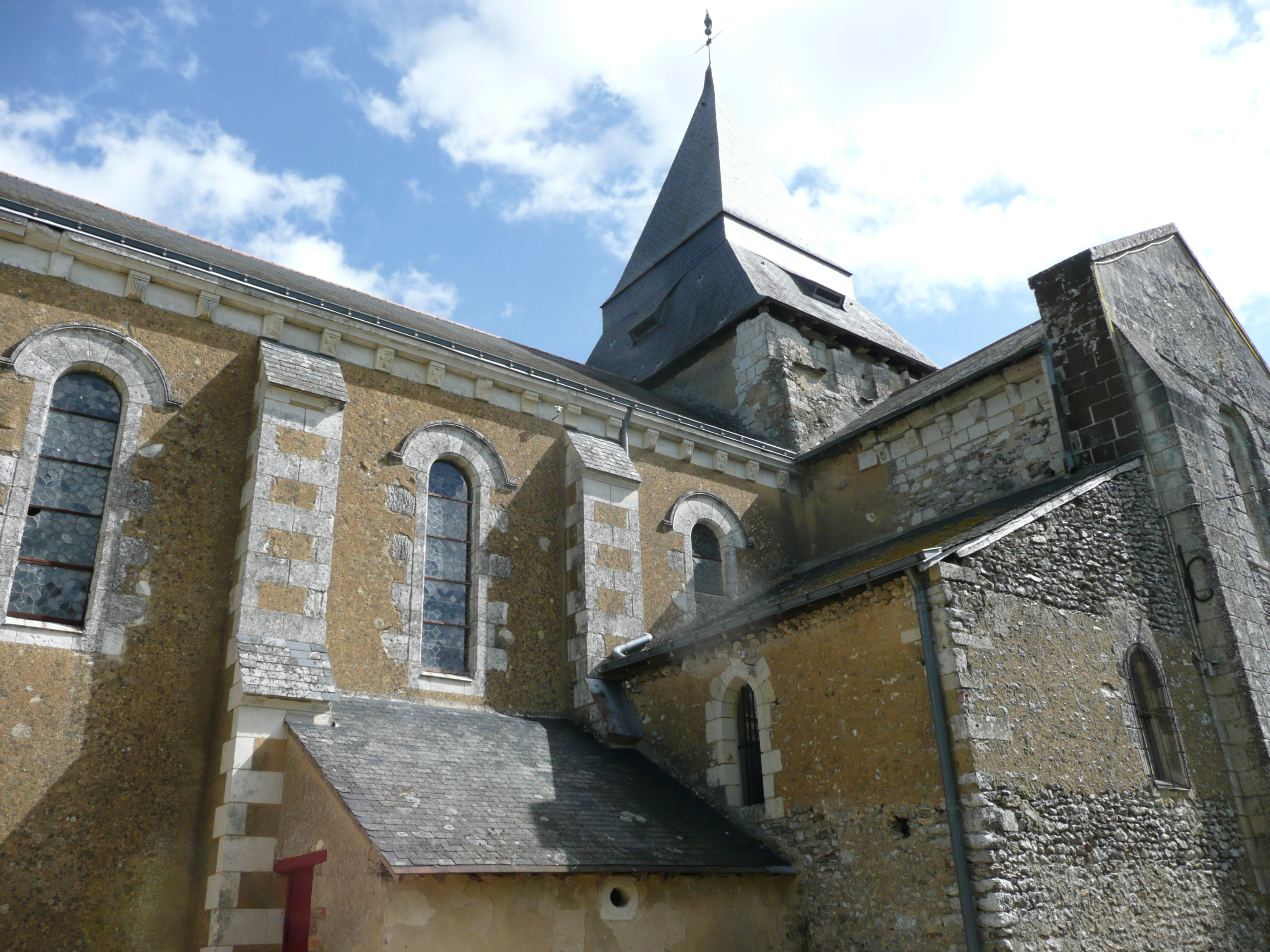
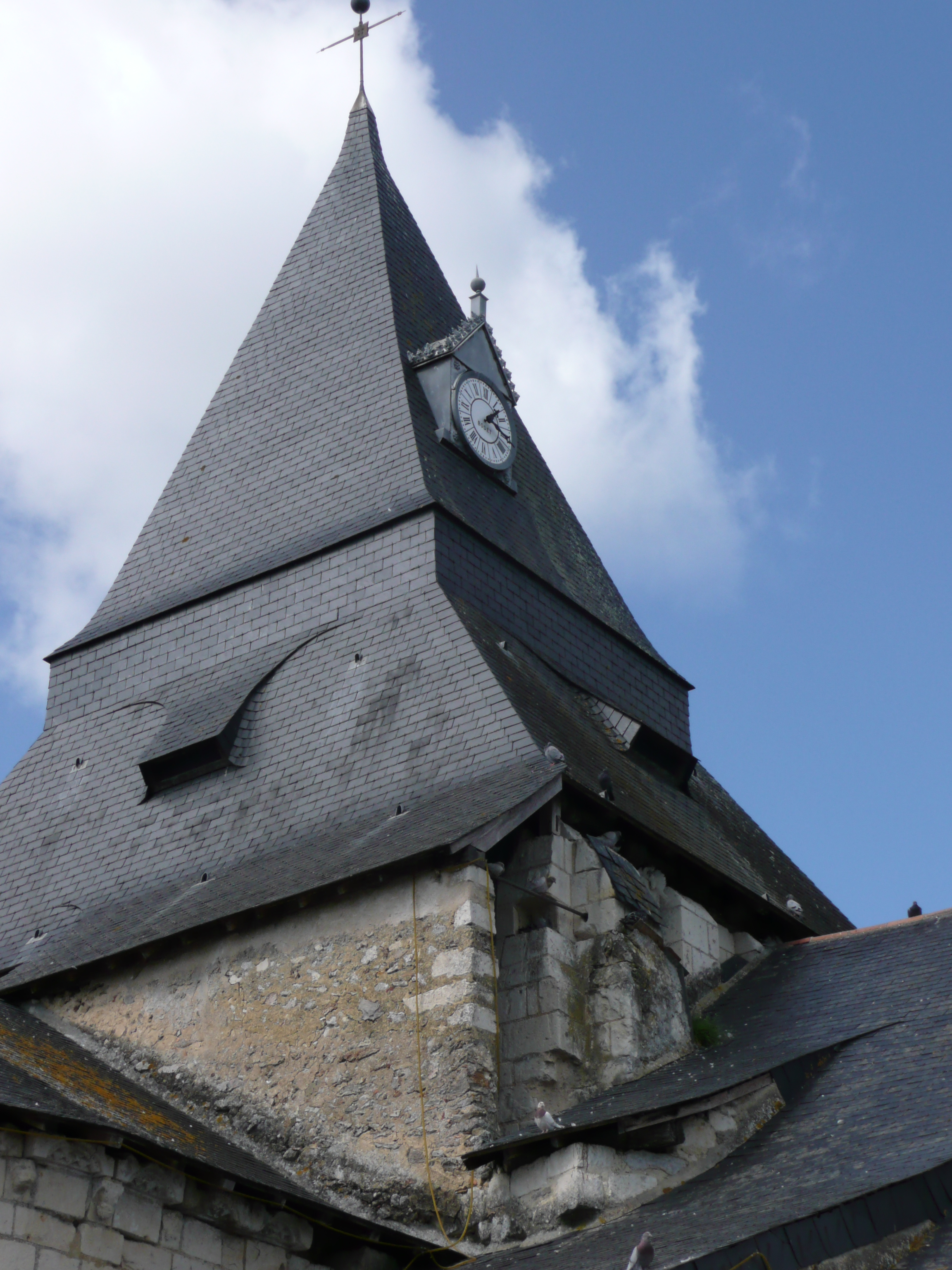
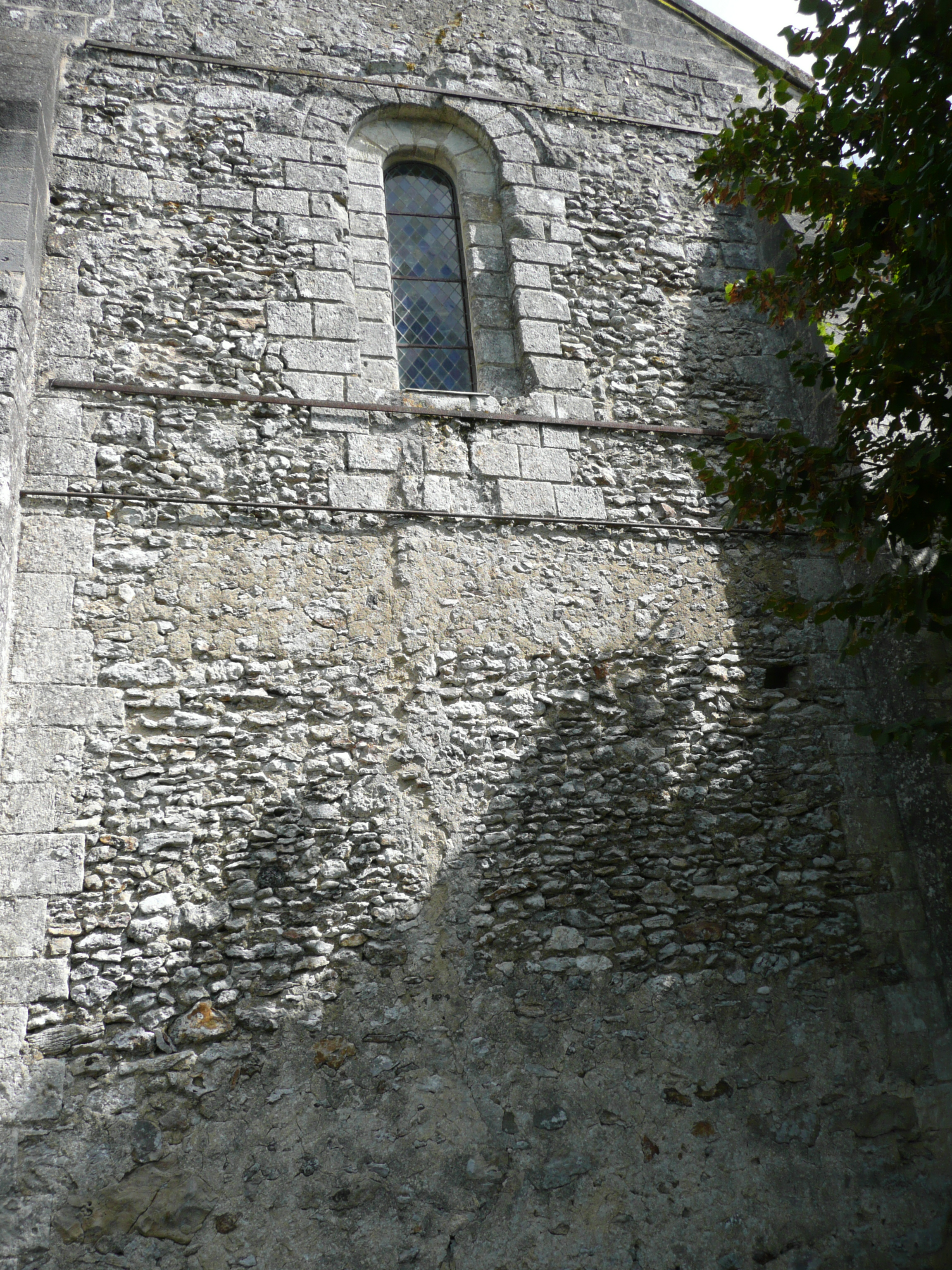